# Amphoritheca
Amphoritheca es un género de musgos pertenecienter a la familia Funariaceae.  Comprende 24 especies descritas y de estas, solo 22 aceptadas.

## Taxonomía
El género fue descrito por Georg Ernst Ludwig Hampe y publicado en Annales des Sciences Naturelles; Botanique, sér. 5, 3: 339. 1865. La especie tipo no ha sido designada.

## Especies aceptadas
A continuación se brinda un listado de las especies del género Amphoritheca aceptadas hasta junio de 2015, ordenadas alfabéticamente. Para cada una se indica el nombre binomial seguido del autor, abreviado según las convenciones y usos.
- Amphoritheca acidota (Taylor) A. Jaeger
- Amphoritheca andicola (Mitt.) A. Jaeger
- Amphoritheca angustifolia (Jur. & Milde) A. Jaeger
- Amphoritheca balansae (Besch.) A. Jaeger
- Amphoritheca beccarii Hampe
- Amphoritheca bonplandii (Hook.) A. Jaeger
- Amphoritheca buseana (Dozy & Molk.) A. Jaeger
- Amphoritheca clavellata (Mitt.) A. Jaeger
- Amphoritheca curviseta (Schwägr.) A. Jaeger
- Amphoritheca diversinervis (Müll. Hal.) A. Jaeger
- Amphoritheca dozyana (Müll. Hal.) A. Jaeger
- Amphoritheca fascicularis (Hedw.) Hampe
- Amphoritheca jamesonii (Taylor) Hampe
- Amphoritheca longicollis (Mitt.) A. Jaeger
- Amphoritheca longiseta (Schimp.) A. Jaeger
- Amphoritheca nutans (Mitt.) A. Jaeger
- Amphoritheca obtusifolia (Hook. f.) A. Jaeger
- Amphoritheca papillosa (Müll. Hal.) Kindb.
- Amphoritheca pilifera (Mitt.) A. Jaeger
- Amphoritheca planifolia (Thwaites & Mitt.) A. Jaeger
- Amphoritheca riparia (Lindb.) A. Jaeger
- Amphoritheca submarginata (Müll. Hal.) A. Jaeger